# Fresnay-en-Retz
Fresnay-en-Retz (bret. Onnod-Raez) – miejscowość i dawna gmina we Francji, w regionie Kraj Loary, w departamencie Loara Atlantycka. W 2013 roku jej populacja wynosiła 1284 mieszkańców. 
W dniu 1 stycznia 2016 roku z połączenia dwóch ówczesnych gmin – Bourgneuf-en-Retz oraz Fresnay-en-Retz – utworzono nową gminę Villeneuve-en-Retz. Siedzibą gminy została miejscowość Bourgneuf-en-Retz. 